# Прочноокопское сельское поселение
Прочноокопское сельское поселение — муниципальное образование в составе Новокубанского района Краснодарского края России.
В рамках административно-территориального устройства Краснодарского края ему соответствует Прочноокопский сельский округ.
Административный центр — станица Прочноокопская.

## Население
| 2002  | 2010  | 2012  | 2013  | 2014  | 2015  | 2016  |
| ----- | ----- | ----- | ----- | ----- | ----- | ----- |
| 5319  | ↘5103 | ↗5131 | ↗5147 | ↗5156 | ↗5225 | ↘5194 |
| 2017  | 2018  | 2019  | 2020  | 2021  | 2023  |       |
| ↘5142 | ↘5090 | ↗5104 | →5104 | ↘4976 | ↘4875 |       |

## Населённые пункты
В состав сельского поселения (сельского округа) входят 2 населённых пункта:
| № | Населённый пункт | Тип населённого пункта | Население (чел.) |
| - | ---------------- | ---------------------- | ---------------- |
| 1 | Прочноокопская   | станица                | ↘4514            |
| 2 | Фортштадт        | хутор                  | ↗462             |